# Bưởi Thanh Hồng
Bưởi Thanh Hồng là một giống bưởi đào được trồng phổ biến ở xã Thanh Hồng, huyện Thanh Hà, tỉnh Hải Dương. Đây là đối tượng cây trồng truyền thống, là nguồn gen đặc sản, có sức sống tốt, cho năng suất rất cao (có thể trên 1000 trái/cây/năm) mang lại giá trị cao ở địa phương này. 
Hiện nay, toàn xã Thanh Hồng có 120 ha bưởi, cho thu nhập trên 18 tỷ đồng/năm. Trong đó, có trên 50 cây tuổi đời trên 50 năm. 

## Một số đặc điểm
Bưởi dễ trồng, tốn ít công chăm sóc, ít xuất hiện sâu bệnh hại. Cây trồng sau hai đến ba năm bắt đầu cho thu hoạch, đến năm thứ sáu cho năng suất cao. Đến kỳ thu hoạch, bưởi có màu vàng nhạt. Cùi và múi có màu hồng đào. Khi ăn, bưởi có vị chua ngọt cùng hòa quyện.
Thời gian thu hoạch bưởi kéo dài, từ rằm tháng tám đến giáp Tết nguyên đán. 

## Năng suất
Bưởi Thanh Hồng là giống bưởi cho năng suất cao. Cây trên 3 – 6 năm tuổi cho năng suất 20 - 100 quả/cây/năm; 20 - 25 năm tuổi, cho năng suất từ 400 - 500 quả/cây/năm; trên 50 năm tuổi cho năng suất trên 1.000 quả/cây/một năm. Năng suất bình quân đạt 120 tạ/ha.

## Giá trị kinh tế
Bưởi Thanh Hồng là đối tượng cây trồng cho thu nhập cao, bình quân 15 triệu đồng/sào/năm. Những cây trên 50 tuổi, năng suất trên 1.000 quả/cây/năm cho giá trị trên 20 triệu đồng/năm/cây.

## Sâu, bệnh, hại
Bưởi Thanh Hồng chống chịu sâu bệnh tốt. Yếu tố ảnh hưởng lớn đến năng suất trồng bưởi là mưa axít. Vào thời điểm bưởi bắt đầu ra hoa, nếu gặp mưa nhiều sẽ nên không đậu quả, quả non gặp mưa axít sẽ ảnh hưởng lớn đến sự sinh trưởng của cả cây và quả.

## Phục tráng
Do ảnh quá trình chuyển đổi cơ cấu cây trồng ở địa phương, cộng với phương pháp canh tác truyền thống, công tác chăm sóc đơn giản nên bưởi đào Thanh Hồng đã dần bị thoái hóa theo thời gian. Năng suất, chất lượng sản phẩm bưởi giảm sút.
Những năm trước đây, Học viện Nông nghiệp Việt Nam đã tiến hành phục tráng, hoàn thiện quy trình kỹ thuật trồng và chăm sóc, đồng thời cải tạo một số vườn bưởi có chất lượng đặc trưng của giống nhằm phát triển thành vùng sản xuất hàng hóa.
Cho đến nay, đã nghiên cứu phục tráng thành công giống bưởi đào Thanh Hồng; công nhận được 10 cây đầu dòng để duy trì và nhân giống; xây dựng bản mô tả giống gốc.

## Thị trường tiêu thụ
Sản phẩm bưởi đào Thanh Hồng được tiêu thụ chủ yếu ở các thành phố lớn như Hà Nội, Hải Phòng và tỉnh Quảng Ninh..., một số đã được bày bán trong các siêu thị. 
Hiện nay, các cơ quan chức năng ở Hải Dương đang triển khai xây dựng nhãn hiệu tập thể cho sản phẩm bưởi đào Thanh Hồng. 